# 엽장석

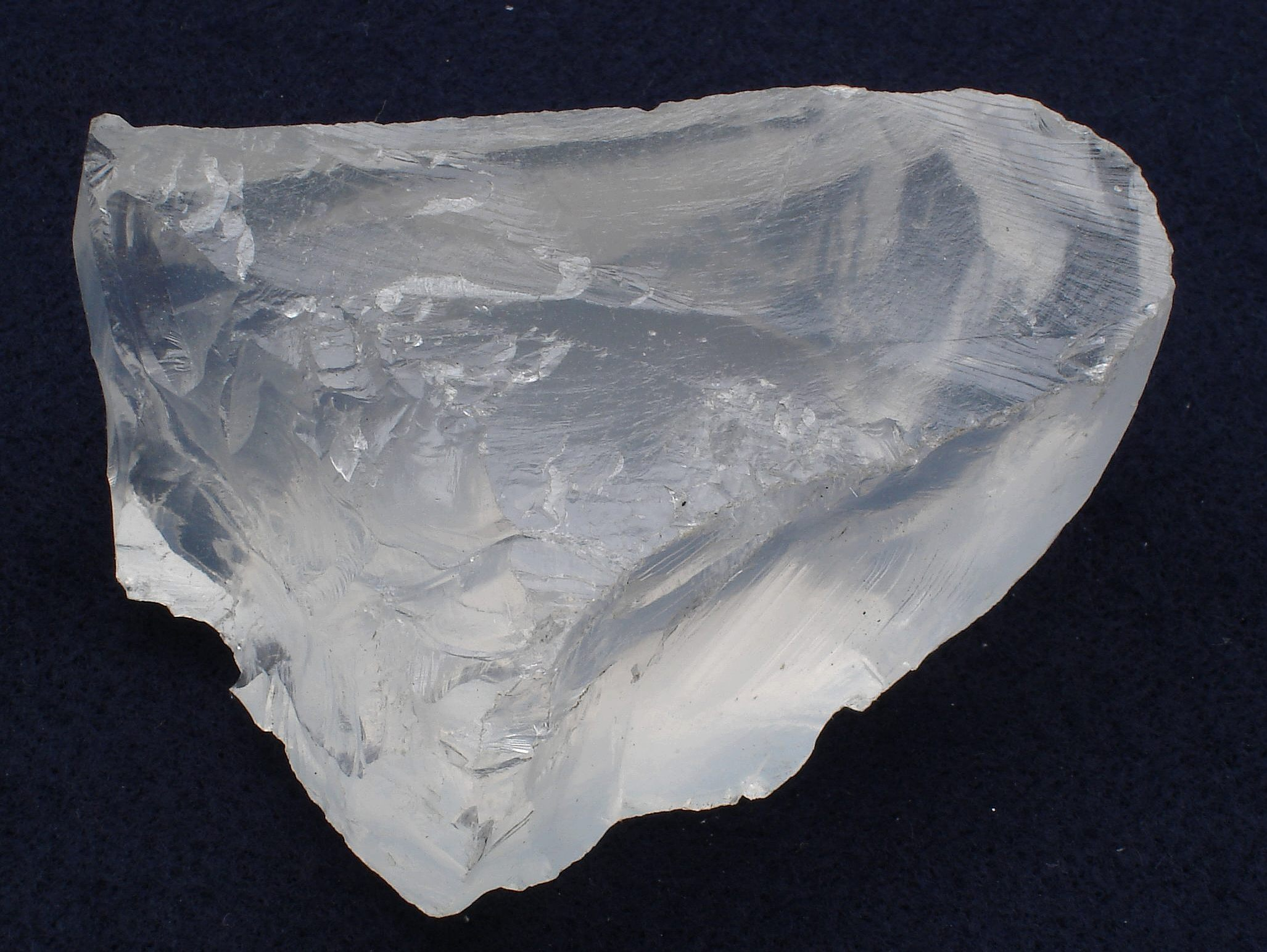

엽장석(葉長石, petalite)은 브라질의 학자인 조제 보니파시우 데 안드라다 에 시우바(José Bonifácio de Andrada e Silva)가 18세기 말에 발견하였다. 1817년, 스웨덴의 요한 아우구스트 아르프벳손(Johan August Arfwedson)은 우퇴 섬(Utö)에서 발견한 리튬휘석(spodumene, (LiAl[(SiO3)2])과 운모(雲母, K(Li,Al)3[(Al,Si)4O10](F,OH)2)를 분석하던 중 이 광석에 담긴 물질, 리튬의 존재를 확인하게 됐다.

## 퇴적물과 사용
엽장석의 퇴적물은 서호주 캘굴리(Kalgoorlie) 근처에서 발견된다.
엽장석의 첫 번째 중요한 경제적 응용은 유리-세라믹 조리 기구 코닝웨어(CorningWare)의 원료로 사용되었다는 것이다. 이는 세라믹 유약의 원료로 사용될 수 있다.
또한, 엽장석은 귀중품의 보석으로 사용될 수 있는 품질의 결정이 있다.